# نیکلاس فرانتس
نیکلاس فرانتس (تلفظ لوکزامبورگی: [niko:lɑs ˈfʀɑnts]؛ ۴ نوامبر ۱۸۹۹ – ۸ نوامبر ۱۹۸۵) رکابزن حرفه‌ای اهل لوکزامبورگ بود که در رشتهٔ دوچرخه‌سواری جاده فعالیت می‌کرد. فرانتس در دوران دوازده سالهٔ فعالیت حرفه‌ای خود ۶۰ پیروزی به دست آورد. او توانست دو بار پیاپی در سال‌های ۱۹۲۷ و ۱۹۲۸ قهرمان تور دو فرانس شود. همچنین ۱ مدال نقره و ۱ مدال برنز در مسابقات قهرمانی جهان شد.

## فعالیت حرفه‌ای
فرانتس فرزند یک خانوادهٔ کشاورز بود. او که تمایلی به کار در مزرعه نداشت، نخستین پیروزی خود را در سال ۱۹۱۴ به دست آورد. فرانتس تا زمان شعله‌ور شدن جنگ جهانی اول در لوکزامبورگ تقریباً در کشور شکست‌ناپذیر بود.
او در سال ۱۹۲۳ حرفه‌ای شد و بلافاصله نخستین پیروزی خود را در تور پاریس–لیون و جایزه بزرگ فابه به دست آورد. در سال ۱۹۲۴ برای نخستین بار در تور دو فرانس شرکت کرد. او در دو مرحله پیروز شد و پس از اوتاویو بوتکیا بر سکوی دوم ایستاد. در دو سال بعدی نیز در چهار مرحله برنده شد.
در دو دورهٔ بعدی فرانتس حاکم تور بود. در تور ۱۹۲۷ در سه مرحله پیروز شد و قهرمانی تور را به دست آورد. ابتدا در مرحله‌ای که به لوشون ختم می‌شد پیروز شد و پیراهن طلایی را به دست آورد. سپس در نیس و متز پیروز شد و با برتری ۱ ساعت و ۴۸ دقیقه نسبت به نفر دوم، تور را به پایان رساند.
در تور ۱۹۲۸ پیراهن طلایی را از آغاز تا پایان مسابقه به تن داشت. در مرحلهٔ نوزدهم بدنهٔ دوچرخه‌اش در فاصلهٔ ۱۰۰ کیلومتری خط پایان شکست و مجبور شد دوچرخه‌ای کوچکتر و زنانه را قرض بگیرد. او به کمک هم‌تیمی‌های خود به مسابقه بازگشت. سپس آن را با دوچرخه‌ای دیگر تعویض کرد و در پاریس، قهرمانی را به دست آورد.
در تور ۱۹۲۹ با پیروزی در مرحلهٔ هفتم با زمان برابر با آندره لدیک و ویکتور فونتان در صدر رده‌بندی بود. ولی در مرحلهٔ بعد آن را از دست داد. در پایان مرحلهٔ نهم پیراهن طلایی را به تن کرد؛ ولی در مرحلهٔ بعد به دلیل پنچری آن را از دست داد و در نهایت، تور را با رتبهٔ پنجم به پایان رساند. او یک بار دیگر در سال ۱۹۳۲ در تور شرکت کرد و در پایان رتبهٔ نازل ۴۵ را کسب کرد.
فرانتس در سال ۱۹۲۷ برندهٔ پاریس–بروکسل و در سال ۱۹۲۹ برندهٔ پاریس–تور شد. دو بار در سال‌های ۱۹۲۹ و ۱۹۳۲ یکی از سکوهای سه‌گانهٔ مسابقات قهرمانی استقامت جاده جهان را فتح کرد. همچنین ۱۲ سال متوالی (۱۹۲۳ تا ۱۹۳۴) قهرمان لوکزامبورگ شد. پس از بازنشستگی، از سال ۱۹۴۹ تا ۱۹۵۷ مدیر ورزشی تیم‌های لوکزامبورگ در تور دو فرانس بود.

## نتایج در گرند تورها
|                 | ۱۹۲۴    | ۱۹۲۵    | ۱۹۲۶    | ۱۹۲۷    | ۱۹۲۸    | ۱۹۲۹    | ۱۹۳۰    | ۱۹۳۱    | ۱۹۳۲    |
| جیرو دیتالیا    | نرفت    | نرفت    | نرفت    | نرفت    | نرفت    | نرفت    | نرفت    | نرفت    | نرفت    |
| پیروزی در مراحل | —       | —       | —       | —       | —       | —       | —       | —       | —       |
| تور دو فرانس    | ۲       | ۴       | ۲       | ۱       | ۱       | ۵       | نرفت    | نرفت    | ۴۵      |
| پیروزی در مراحل | ۲       | ۴       | ۴       | ۳       | ۵       | ۲       | —       | —       | ۰       |
| ووئلتا اسپانیا  | ناموجود | ناموجود | ناموجود | ناموجود | ناموجود | ناموجود | ناموجود | ناموجود | ناموجود |
| پیروزی در مراحل | ناموجود | ناموجود | ناموجود | ناموجود | ناموجود | ناموجود | ناموجود | ناموجود | ناموجود |

| ۱        | برنده                               |
| ۲–۳      | سه نفر اول                          |
| ۴–۱۰     | ده نفر اول                          |
| ۱۱–      | گذر از خط پایان                     |
| نرفت     | در مسابقه شرکت نکرد                 |
| ناتمام-x | به پایان نرساند (انصراف در مرحله x) |
| DNS-x    | آغاز نکرد (عدم شرکت در مرحله x)     |
| اخراج    | اخراج شد                            |
| ناموجود  | مسابقه/رده‌بندی انجام نشد            |
| بی‌رتبه   | در رده‌بندی گنجانده نشد              |